# Али Макбийл
„Али Макбийл“ (на английски: Ally McBeal) е американски сериал, съдебна драма на Fox. Сериалът е създаден от Дейвид Кели и се излъчва от 8 септември 1997 г. до 20 май 2002 г.

## Актьорски състав
| Актьор               | Роля            | Брой участия |
| -------------------- | --------------- | ------------ |
| Калиста Флокхарт     | Али Макбийл     | 112          |
| Грег Гърман          | Ричард Фиш      | 112          |
| Джейн Краковски      | Илейн Васал     | 112          |
| Вонда Шепард         | себе си         | 109          |
| Питър Макникъл       | Джон Кейдж      | 103          |
| Лиса Никол Карсън    | Рене Редик      | 91           |
| Порша де Роси        | Нел Портър      | 89           |
| Луси Лиу             | Линг Ву         | 72           |
| Кортни Торн-Смит     | Джорджа Томас   | 69           |
| Гил Белоус           | Били Алън Томас | 68           |
| Джеймс Легрос        | Марк Албърт     | 28           |
| Робърт Дауни Джуниър | Лари Пол        | 25           |
| Реджина Хол          | Корета Лип      | 25           |
| Джош Хопкинс         | Реймънд Милбъри | 22           |
| Даян Кенън           | Дженифър Кон    | 17           |
| Джулиан Никълсън     | Джени Шоу       | 13           |
| Джеймс Марсдън       | Глен Фой        | 13           |
| Хейдън Пенетиър      | Мади Харингтън  | 12           |
| Джон Бон Джоуви      | Виктор Морисън  | 10           |

## „Али Макбийл“ в България
В България сериалът е излъчен за пръв път по bTV на 8 септември 2001 г., всяка събота от 20:00 ч. На 7 януари 2015 г. започва повторно трети сезон. Ролите се озвучават от артистите Елена Русалиева, Силвия Русинова, Васил Бинев, Георги Георгиев – Гого и Симеон Владов. Режисьор на дублажа е Красимир Куцупаров.
Повторенията са излъчвани по FOX Life от 2005 до 2008 г., по bTV Comedy през 2011 г. и по bTV Lady през 2012 г.